# カバ (アルバム)
『カバ』は、堂本剛のカバーアルバム。ジャニーズ・エンタテイメントより2013年5月8日に発売された。

## 解説
自身初のカバーアルバムであり、小学6年生の時に初めて買ったCDであるASKAの「はじまりはいつも雨」など堂本自身にとって思い入れがある楽曲や、由縁のあるアーティストの楽曲を中心に選曲された。ジャニーズ事務所としても、他の事務所に所属するアーティストの楽曲をカバーしたアルバムをリリースするのは初となる。アルバムタイトルの「カバ」は、純粋にカバー曲だけを集めたアルバムではなく、セルフカバー曲や書き下ろし曲が含まれることから、制作スタッフに対し、「カバーじゃなくて『カバ』でいいんじゃない?」と冗談半分で提案したところ、本タイトルに採用されたという経緯がある。
初回盤には、レコーディング風景をまとめたドキュメンタリー「カバ チャンネル」を収録したDVDが同梱されている。また、初回盤・通常盤の各初回プレスに同梱されるIDで、〈カバPremium DVD〉に応募することができる。
2013年5月8日には横浜市中区の横浜赤レンガ倉庫2号館にあるライブハウス「モーション・ブルー・ヨコハマ」で、約1万5000通の応募から選ばれた50組100人を招いて発売記念ライブが行われ、「はじまりはいつも雨」やソロデビュー曲「街」を含む全4曲を披露した。

## 収録曲

### 初回盤

#### CD
1. I LOVE YOU
（作詞・作曲：尾崎豊）
  - 尾崎豊のカバー。本アルバム収録より以前に、ライブなどでカバーをしている[要出典]。
2. Another Orion
（作詞：藤井フミヤ、作曲：増本直樹）
  - 藤井フミヤのカバー。
3. LOVE LOVE LOVE
（作詞：吉田美和、作曲：中村正人）
  - DREAMS COME TRUEのカバー。
4. ANSWER
（作詞・作曲：槇原敬之）
  - 槇原敬之のカバー。
5. 人生を語らず
（作詞・作曲：吉田拓郎）
  - 吉田拓郎のカバー。アルバム『今はまだ人生を語らず』に収録。
6. 古い日記
（作詞：安井かずみ、作曲：馬飼野康二）
  - 和田アキ子のカバー。
7. PRIDE
（作詞・作曲：飛鳥涼）
  - CHAGE and ASKAのカバー。アルバム『PRIDE』に収録。
8. はじまりはいつも雨
（作詞・作曲：飛鳥涼）
  - ASKAのカバー。本アルバム収録より以前に、音楽番組でカバーをしている[要出典]。
9. 優しさを胸に抱いて
（作詞・作曲：堂本剛）
  - 約16年前に初めて作詩・作曲をした楽曲[5]。音楽バラエティ番組『LOVE LOVE あいしてる』の中で制作過程を追った楽曲であり、音楽番組での披露はあったものの、それまで音源化はされていなかった。
  - 本アルバムへの収録に際し、楽曲を歌詞の一部を書き直して完成させた[5]。

#### DVD
1. カバ チャンネル
  - レコーディングドキュメンタリー

### 通常盤
1. I LOVE YOU
2. Another Orion
3. LOVE LOVE LOVE
4. ANSWER
5. 街
（作詞・作曲：堂本剛）
  - 自身の1stシングルのセルフカバー。
6. 人生を語らず
7. 古い日記
8. PRIDE
9. はじまりはいつも雨
10. 雨 恋 - amagoi
（作詞・作曲：堂本剛）
  - 約4年前に制作された、本作への書き下ろし曲。

## 参加ミュージシャン
| I LOVE YOU - 鈴木渉 - Woodbass - 十川ともじ - Acoustic Piano Another Orion - 十川ともじ - Acoustic Piano LOVE LOVE LOVE - 堂本剛 - Tombourine - 屋敷豪太 - Drums - 森多聞 - Bass - 名越由貴夫 - Guitar - 十川ともじ - Acoustic Piano ANSWER - 屋敷豪太 - Drums - 森多聞 - Bass - 名越由貴夫 - Guitar - 十川ともじ - Rhodes Piano 人生を語らず - 堂本剛 - Acoustic Guitar - 屋敷豪太 - Drums - 森多聞 - Bass - 名越由貴夫 - Guitar - 十川ともじ - Acoustic Piano - LUIS Valle - Trumpet - SASUKE - Trombone - かわ島崇文 - Sax | 古い日記 - 屋敷豪太 - Drums - 森多聞 - Bass - 土屋公平 - Guitar - LUIS Valle - Trumpet - SASUKE - Trombone - かわ島崇文 - Sax PRIDE - 鈴木渉 - Woodbass - 十川ともじ - Acoustic Piano はじまりはいつも雨 - 名越由貴夫 - Guitar - 十川ともじ - Rhodes Piano,Pianica 優しさを胸に抱いて - 屋敷豪太 - Drums - 種子田健 - Bass - 西川進 - Guitar - 十川ともじ - Acoustic Piano 街 - 屋敷豪太 - Drums - 種子田健 - Bass - 西川進 - Guitar - 十川ともじ - Acoustic Piano 雨 恋 - amagoi - 種子田健 - Bass |

## チャート成績
週間オリコンチャートにおいて初登場1位を記録した。自身の首位は、前作『shamanippon -ラカチノトヒ-』に続き2作連続通算5作目。連続首位は、堂本剛名義の『[síː]』（2004年）とENDLICHERI☆ENDLICHERI名義の『Coward』（2006年）で記録して以来、自身7年2か月ぶりとなった。また、カバーアルバム作品の首位は、2010年10月18日付でJUJUが『Request』で記録して以来、2年7か月ぶりである。